# Boston Herald
Le Boston Herald est un organe de presse américain diffusé à Boston, dans l'État du Massachusetts, et concurrent du Boston Globe. Ce quotidien est de tendance conservatrice, contrairement au Boston Globe.

## Histoire
Le Boston Herald, créé en 1846, est l'un des plus vieux quotidiens américains encore en activité. Il a changé plusieurs fois de nom : The Boston Herald and Boston Journal, The American Traveler, The Boston Herald Traveler, The Boston Evening Traveller, The Boston Daily Advertiser,  The Boston Record, The Boston American…
Ses journalistes et photographes ont reçu plusieurs prix Pulitzer : 1924, 1927, 1948, 1949, 1954, 1957, 1976, 1977, et 1979. 
Entre mars 1942 et décembre 1943, le Boston Herald publie la Clinique des rumeurs, la première rubrique de fact-checking dans l'histoire du journalisme. Un article de Life en octobre 1942 dévoile les acteurs de la rubrique : le rédacteur en chef, William G. Gavin ; une journaliste emblématique, Frances Sweeney (en) ; et un membre du Comité de salut public de l'État du Massachusetts, Robert H. Knapp. Un professeur de psychologie de l'Université Harvard, Gordon W. Allport, y joue également un rôle important. 

## Images d'archives

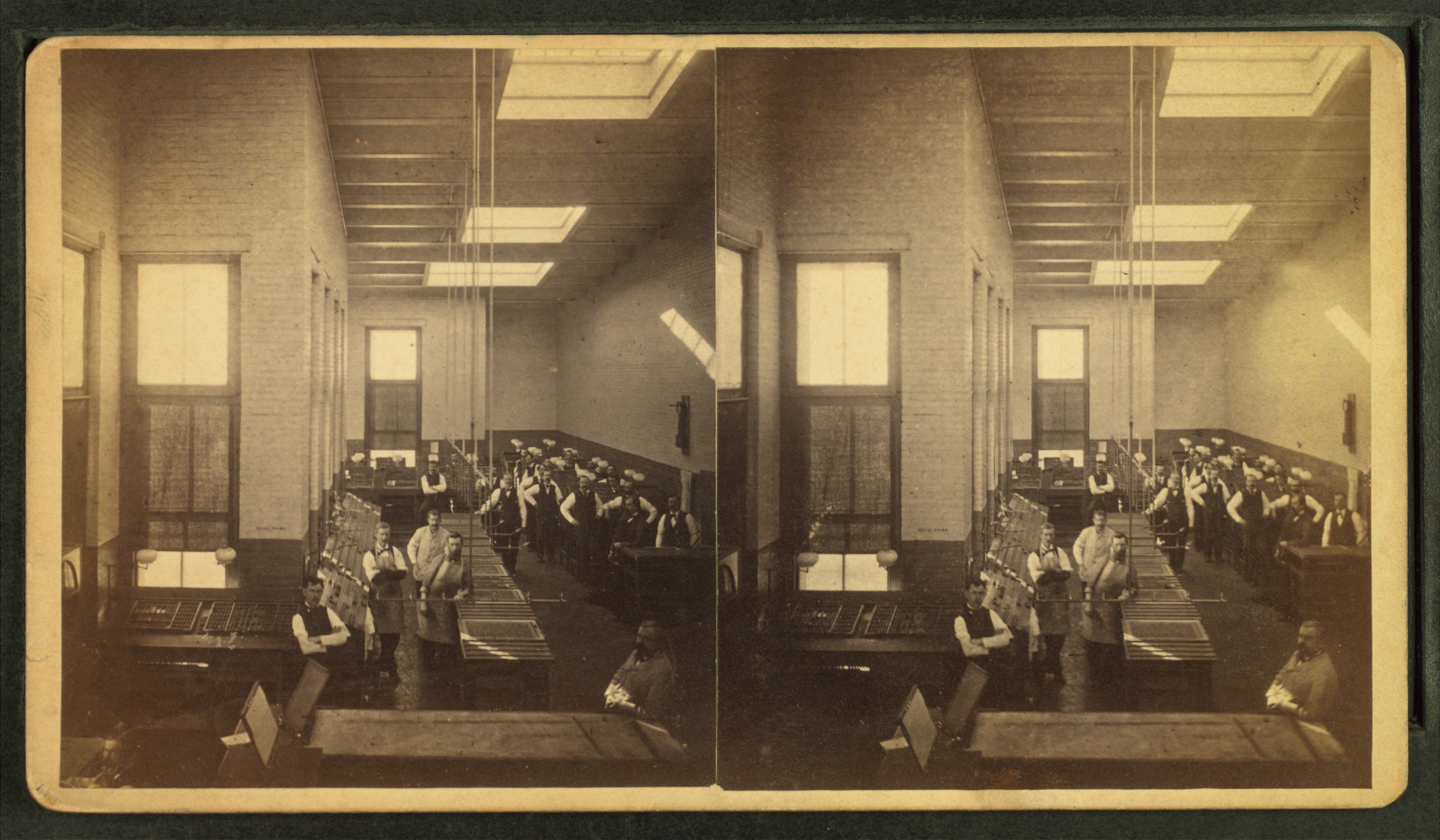
Atelier de composition (1885)
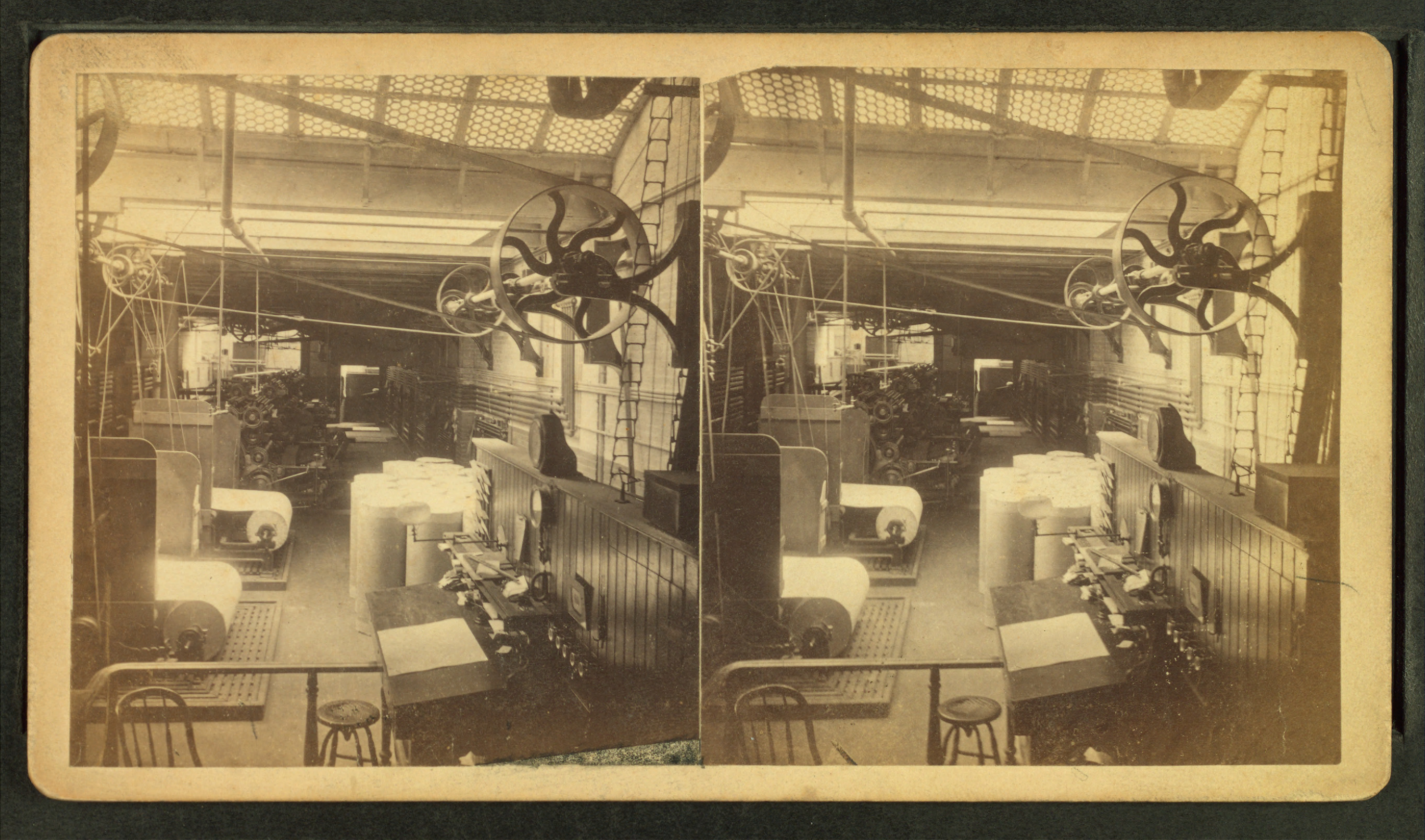
Salle des rotatives (1885)
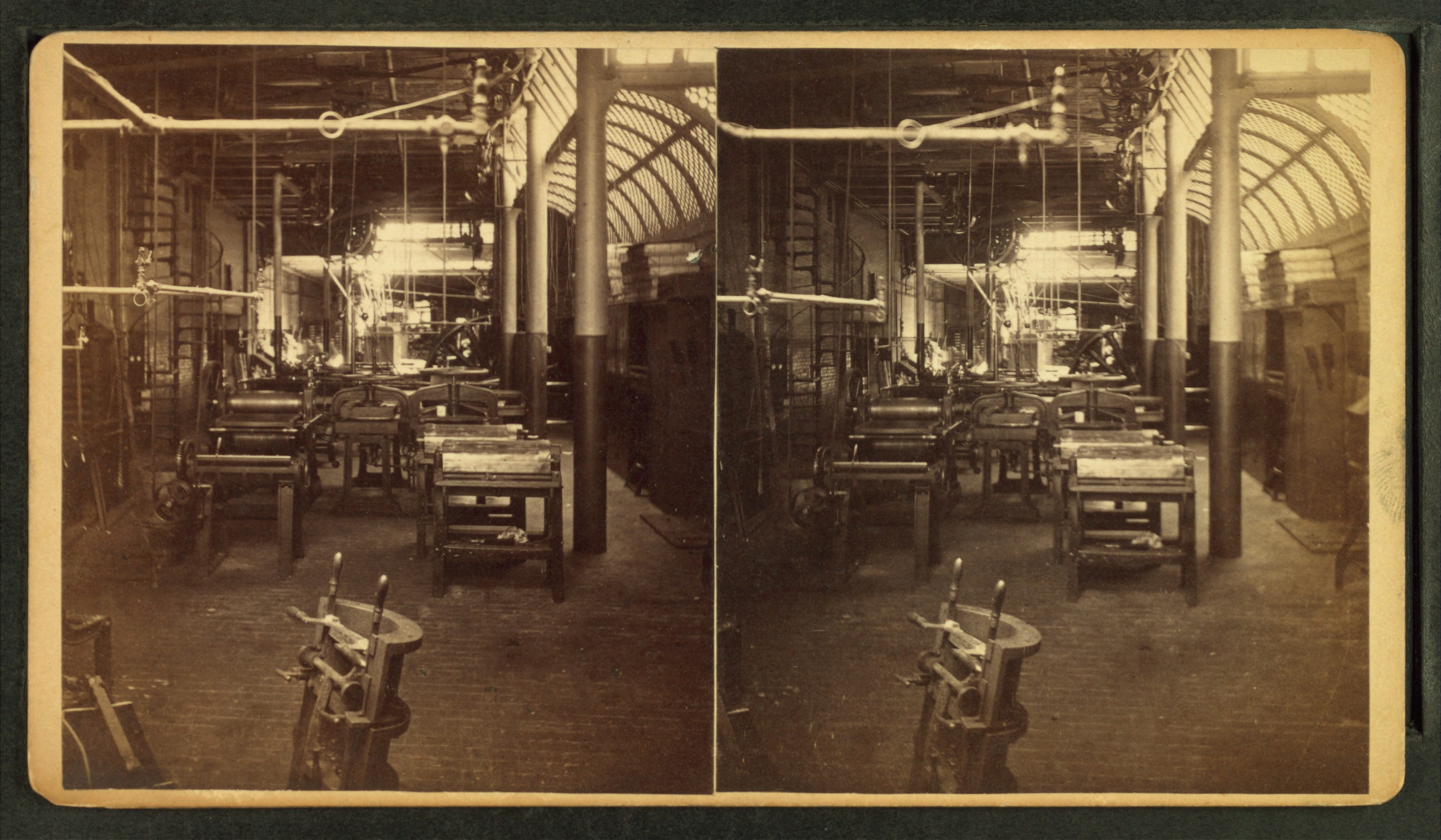
Atelier de gravure (1885)

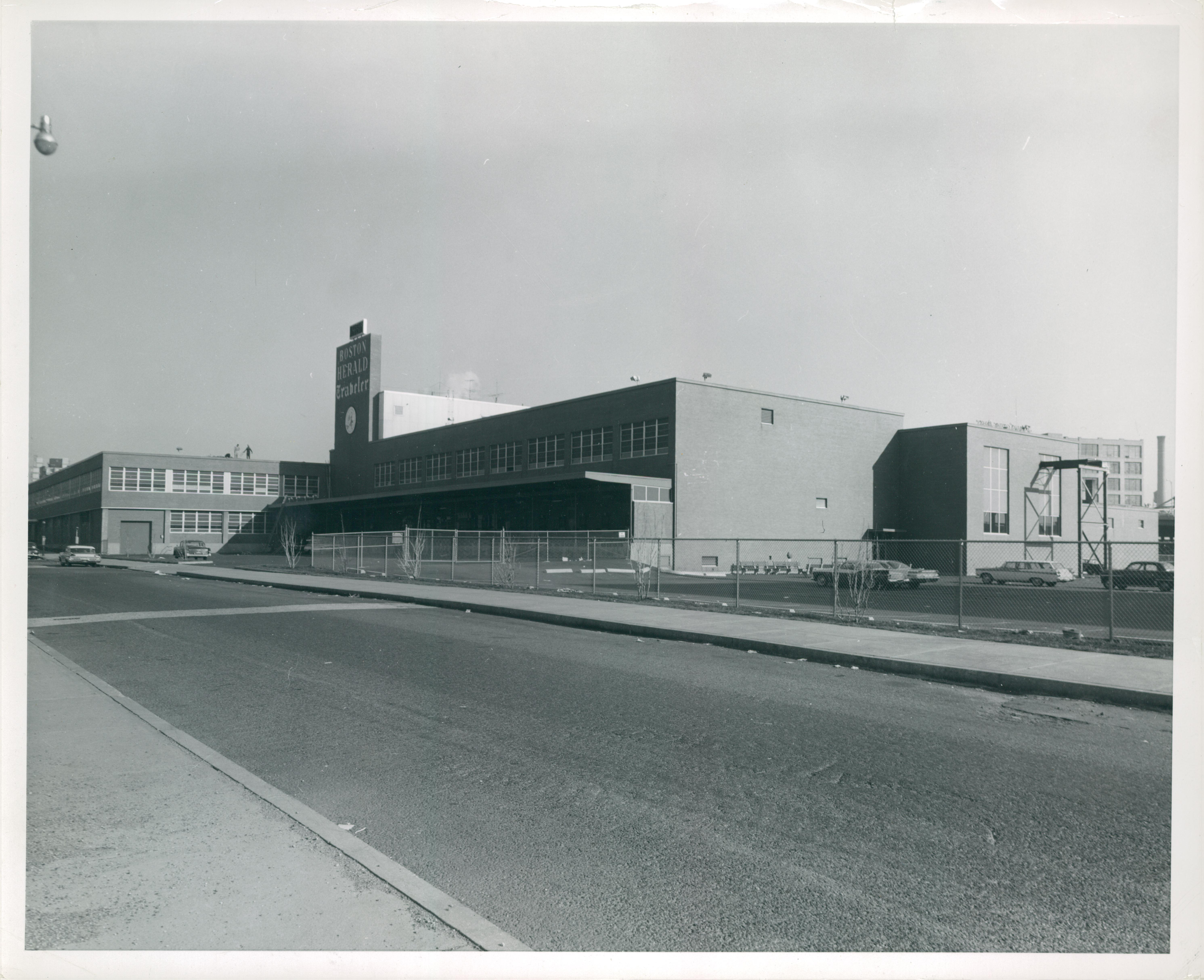
Bâtiments modernes (années 1950)
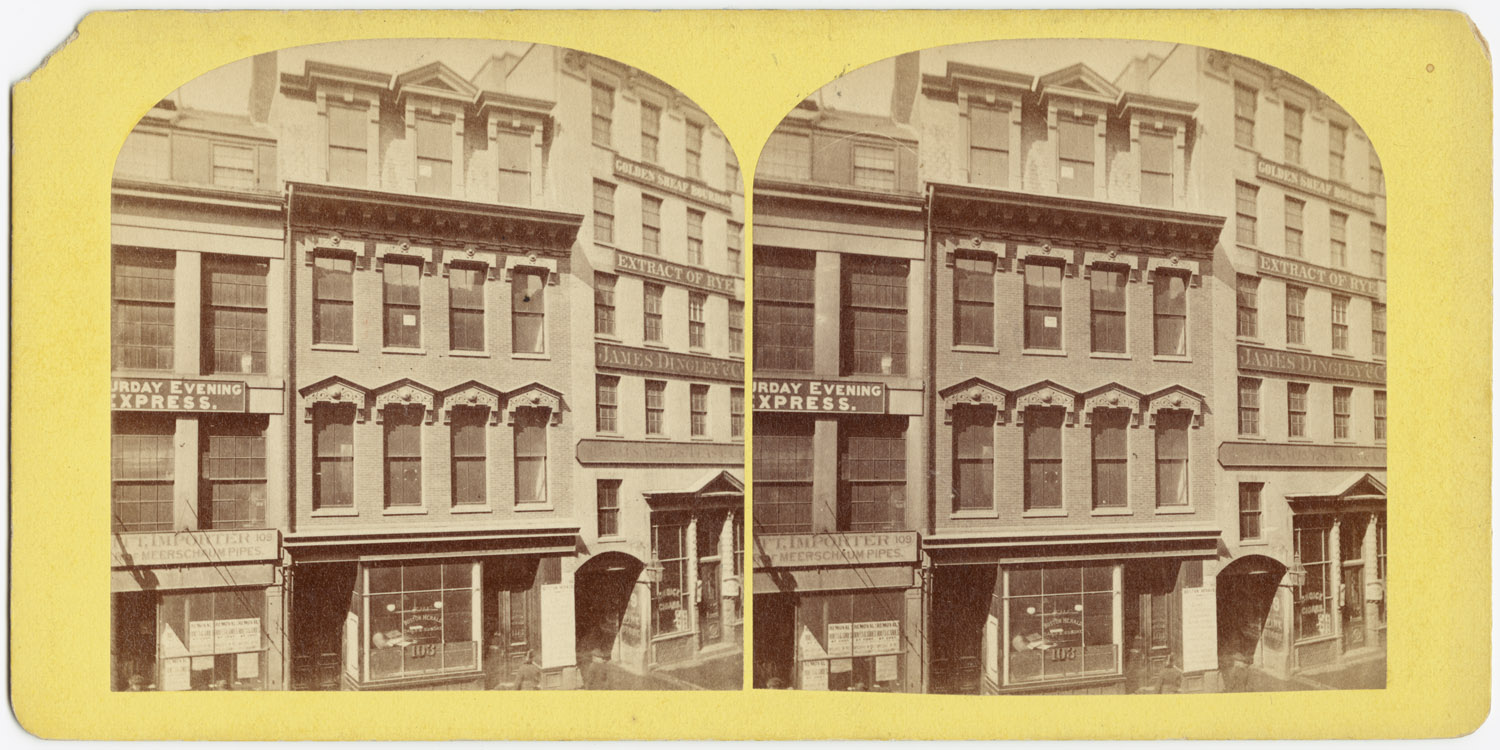
Bâtiment ancien
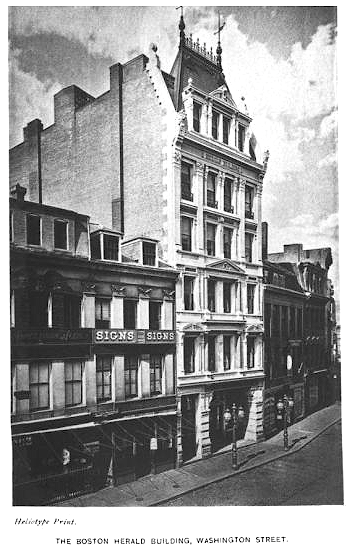
Bâtiment ancien, 225 rue Washington (1881)
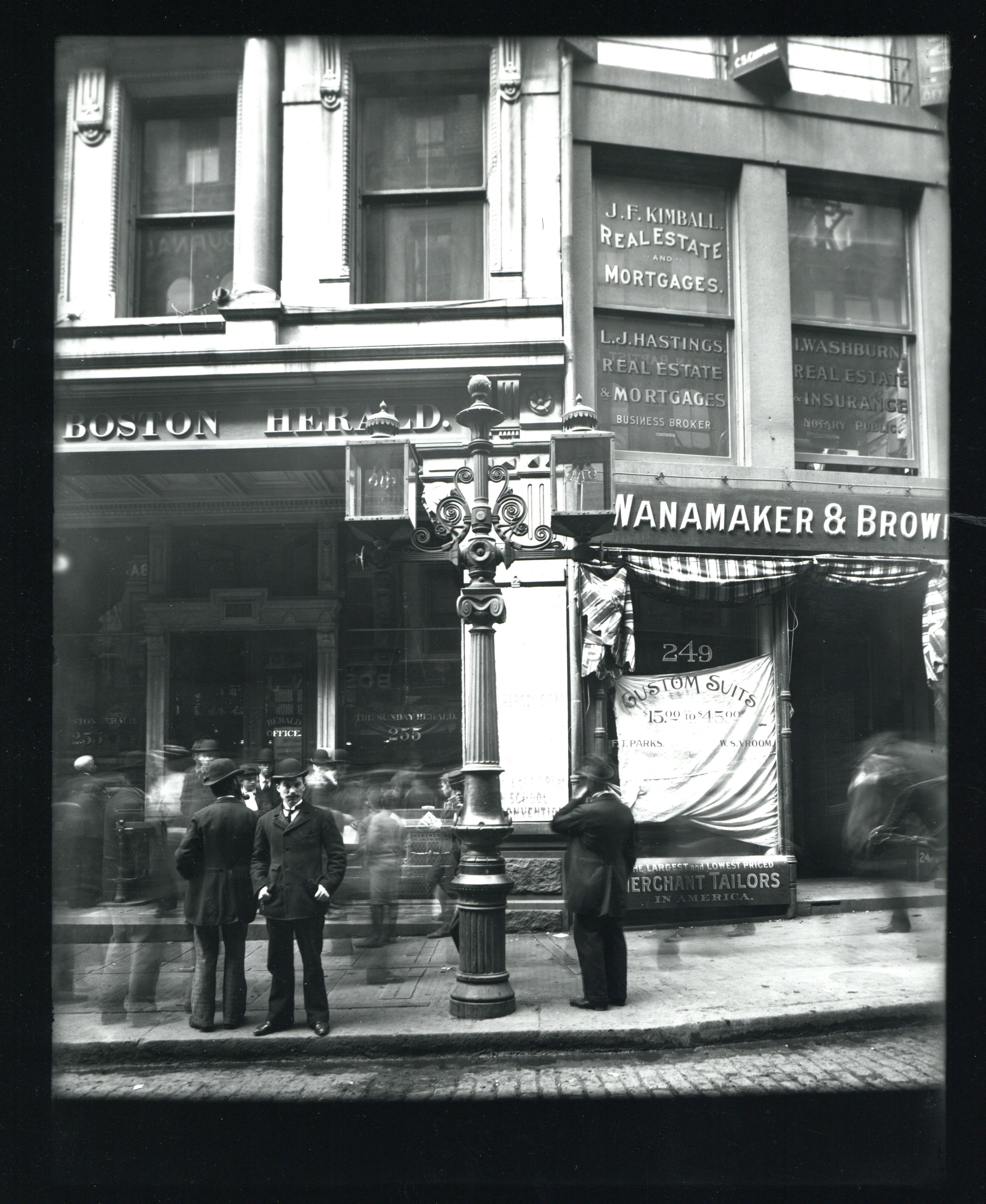
Bâtiment ancien, 255 rue Washington (années 1900)
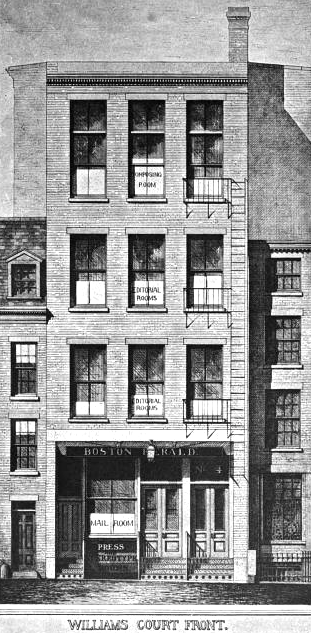
Bâtiment ancien, cours Williams

Affiche publicitaire (années 1890)
Affiche publicitaire (années 1890)
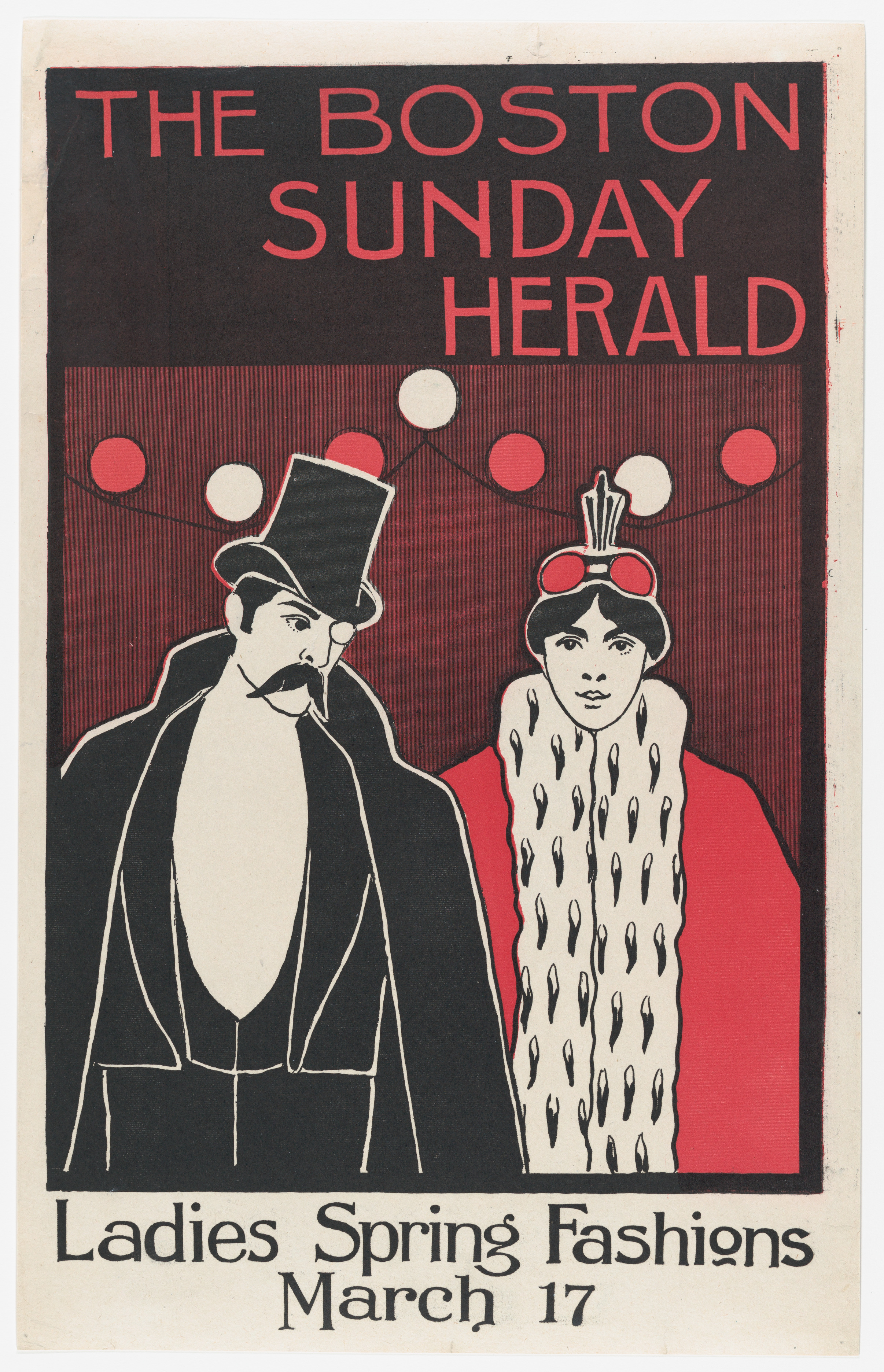
Affiche publicitaire (années 1890)
Affiche publicitaire (années 1890)